# 納爾瓦特蘭斯足球俱樂部
納爾瓦特蘭斯足球俱樂部是爱沙尼亚纳尔瓦的足球俱乐部。俱乐部参加爱沙尼亚足球甲级联赛的赛事。球队主场为纳尔瓦克伦霍尔姆体育场。
俱乐部创建于1979年。1992年改为现名。纳尔瓦特兰斯是爱沙尼亚足球甲级联赛的创始俱乐部之一，与弗洛拉同为从未降级的俱乐部。

## 榮譽
- 爱沙尼亚足球甲级联赛
  - 亞軍 (1): 2006
- 愛沙尼亞盃
  - 冠軍 (3): 2000–01, 2018–19, 2022–23
  - 亞軍 (5): 1993–94, 2006–07, 2010–11, 2011–12, 2019–20
- 愛沙尼亞超級盃
  - 冠軍 (2): 2007, 2008
  - 亞軍 (4): 2001, 2012, 2020, 2024